# Hirax
Hirax (a menudo estilizado como HIRAX) es una banda estadounidense de thrash metal formada en el Condado de Orange en 1984. Bajo el liderazgo del vocalista Katon W. De Peña (el único miembro original de la banda que queda en la formación actual), la banda tocó en Los Ángeles y San Francisco con varios grupos legendarios del thrash metal como Metallica, Exodus y Slayer. Es considerada una de las desarrolladoras tempranas del subgénero Crossover thrash y también han recogido reconocimiento por su calidad en el desarrollo del thrash y speed metal convencional, su líder ha reconocido la influencia de varios géneros, incluido el vocalista de blues Sam Cooke, a quien De Pena citó una vez como "el mejor vocalista que [De Pena] ha oído jamás."

## Historia
Después de lanzar algunos demos, Hirax firmó con Metal Blade y debutó con su primer álbum, Raging Violence en 1985. La banda en ese entonces estaba conformada por Katon W. (voz), Scott Owen (guitarra), Gary Monardo (bajo) y John Tabares (batería). 
En 1986, John Tabares dejó la banda y Erick Brecht (hermano de Kurt Brecht, vocalista de D.R.I.) se unió. Después del cambio, lanzaron su segundo álbum, bajo presión de la discográfica, llamado Hate, Fear And Power.
Después del lanzamiento, Hirax renunció a la discográfica y sacó independientemente el demo Blasted In Bangkok en 1987.
Pero desilusionado con Hirax, Katon decidió marcharse y formar una nueva banda con el batería Gene Hoglan (anteriormente de Dark Angel) y con el bajista Ron McGovney (anteriormente de Metallica). La banda se llamó Phantasm y sacaron un demo con seis pistas en 1988 (relanzado en el 2002 como un CD con el demo y con canciones en vivo). Después de un breve tour con Nuclear Assault, la banda se disolvió.
Tras la salida de Katon, los restantes miembros de Hirax, contrataron a Paul Baloff (anteriormente de Exodus) como vocalista en 1989, pero poco después también se separarían.

## Reunión
Katon permaneció involucrado con la escena musical, especialmente con la escena Underground y trabajando en tiendas de discos. En 1997, ofreció una canción vieja suya, para un demo de compilaciones de la banda de uno de sus amigos, en 1998 Katon recibía correos de fanáticos, y la aclamación de los fanáticos del thrash metal, lo que por último causó que reuniera la banda en el 2000. 
Katon reunió la banda con su formación original de Scott Owen, Gary Monardo, y John Tabares, para sacar un EP en el 2000 El Diablo Negro. 
Sin embargo, la formación cambio totalmente con la excepción de Katon, y Hirax lanzó otro EP, Barrage of Noise, en el 2001 con los instrumentalistas James Joseph Hubler, Justin Lent (Clusterfux), y Nick Sellinger. Esta formación también duro poco.
En el 2003, Katon reclutó una formación totalmente nueva, y lanzó el álbum New Age of Terror, en el 2004, con los guitarristas Dave Watson y Glenn Rogers (ex Deliverance), el bajista Angelo Espino, y el baterista Jorge Iacobellis. Recientemente, debido a diferencias irreconciliables reclutó a los hermanos Harrison (Steve Harrison y Lance Harrison).

## Discografía
- Raging Violence - 1985
- Hate, Fear and Power - 1986
- New Age of Terror - 2004
- El Rostro de la Muerte - 2009
- Immortal Legacy - 2014

### Demos
- Hirax Demo - 1984
- Rehearsal 1 - 1985
- Rehearsal 2 - 1985
- Blasted in Bangkok - 1987

### EP
- Hirax/Spazz split 7"-1997 (Split EP)
- El Diablo Negro - 2000 (EP)
- Barrage of Noise - 2001 (EP)
- Assassins of War - 2007 (EP)
- Chaos and Brutality - 2007 (EP)
- Hirax/F.K.Ü. - 2008 (Split EP)